# Bünyamin Karataş
Bünyamin Cesur Karataş (* 13. Mai 1996 in Linz, Österreich) ist ein türkischer Fußballspieler.

## Karriere
Karataş begann seine Karriere beim ASKÖ Perg. Im November 2007 kam er in die Jugend des LASK. Im Mai 2012 debütierte er für die Amateure des LASK in der Regionalliga, als er am 29. Spieltag der Saison 2011/12 gegen die Amateure des SK Sturm Graz in der 76. Minute für Michael Steiner eingewechselt wurde. Zu Saisonende musste er mit LASK II als Tabellenletzter aus der Regionalliga absteigen, nachdem den zweitklassigen Profis des LASK allerdings die Lizenz entzogen worden war, hätte man dies ohnehin auch auf einem Nichtabstiegsplatz gemusst.
Im August 2013 debütierte er für die nun drittklassige erste Mannschaft des LASK, als er am dritten Spieltag der Saison 2013/14 gegen den SK Austria Klagenfurt in der 87. Minute für Radovan Vujanović ins Spiel gebracht wurde. Bis Saisonende kam er zu zwei Einsätzen in der Regionalliga für den LASK, in jener Spielzeit wurde er mit dem Verein Meister der Regionalliga Mitte und konnte in der Relegation nach einem Sieg und einem Remis gegen den SC-ESV Parndorf 1919 auch in die 2. Liga aufsteigen.
Nach dem Aufstieg rückte Karataş in den Kader der zur Saison 2014/15 ins Leben gerufenen SPG FC Pasching/LASK Juniors. Nach fünf Einsätzen für die LASK Juniors wechselte er im Januar 2015 zur Union St. Florian. Im Mai 2015 erzielte er bei einem 1:1-Remis gegen die Union Vöcklamarkt sein erstes Tor für St. Florian in der Regionalliga. Nach einem halben Jahr bei St. Florian kehrte er zur Saison 2015/16 zu Pasching/LASK Juniors zurück. Im Februar 2016 wurde er vom FC Liefering verpflichtet, jedoch als Kooperationsspieler direkt wieder nach Pasching verliehen.
Zur Saison 2016/17 wurde er als Spieler auf den FC Red Bull Salzburg umgemeldet, jedoch erneut direkt nach Pasching verliehen. Im November 2016 stand er gegen den Floridsdorfer AC zudem erstmals wieder im Kader der Profis des LASK, kam jedoch zu keinem Einsatz. Nach der Saison 2016/17 liefen sowohl seine Verträge bei Salzburg als auch beim LASK aus und er verließ die Vereine.
Zur Saison 2017/18 wechselte Karataş in die Türkei zum Viertligisten Darıca Gençlerbirliği. Im August 2017 debütierte er in der TFF 3. Lig, als er am ersten Spieltag jener Saison gegen den Ergene Velimeşe SK in der Startelf stand. Im September 2017 erzielte er bei einem 3:1-Sieg gegen Ankara Demirspor sein erstes Tor für Darıca. Bis Saisonende kam er zu 33 Einsätzen in der vierthöchsten türkischen Liga und erzielte dabei sieben Tore. Die zweite Gruppe der TFF 3. Liga schloss er mit seinem Verein als Meister ab und stieg somit in die TFF 2. Lig auf. In dieser absolvierte er im September 2018 gegen Tokatspor sein erstes Spiel.
Im Januar 2019 wechselte er zum ebenfalls drittklassigen Samsunspor.